# Azorastia mediterranea
Azorastia mediterranea är en tvåvingeart som beskrevs av Papp 1980. Azorastia mediterranea ingår i släktet Azorastia och familjen Nannodastiidae. Inga underarter finns listade i Catalogue of Life.